# Joseph-Dieudonné Ouagon
Joseph-Dieudonné Ouagon (* 10. November 1962) ist ein ehemaliger zentralafrikanischer Basketballspieler.

## Karriere
Ouagon nahm mit der Nationalmannschaft der Zentralafrikanischen Republik bei den Olympischen Sommerspielen 1988 in Seoul teil. Das Team kam auf Rang zehn. Mit der Mannschaft gewann er bereits bei den Afrikameisterschaften 1987 die Goldmedaille.